# Kispest

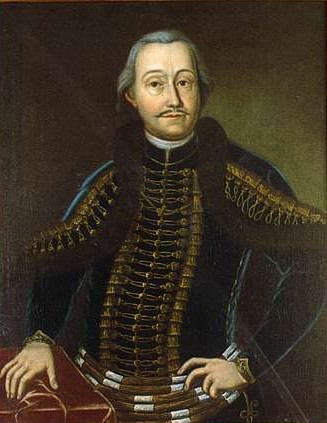
Grassalkovich Antal (1694–1771)

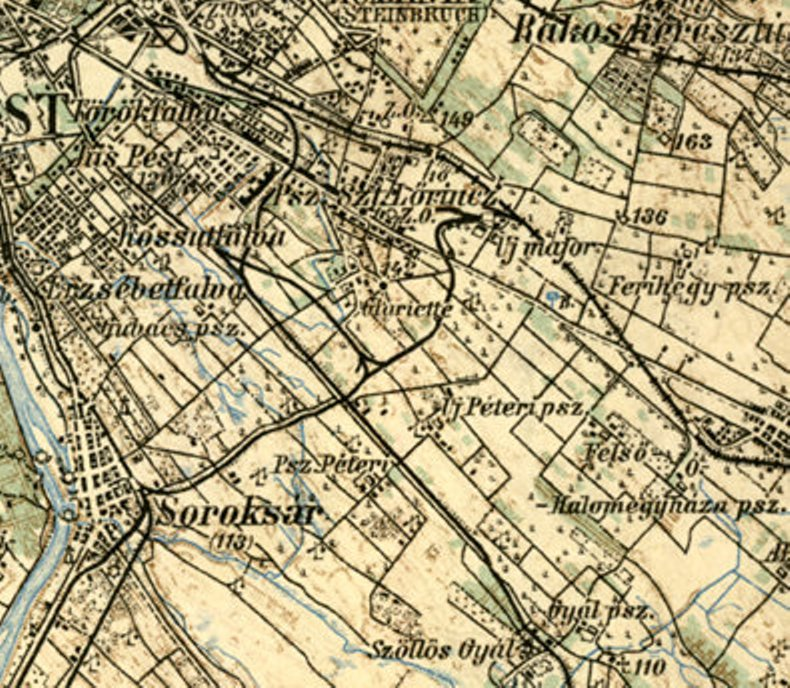
Régi térkép délkelet Pestről

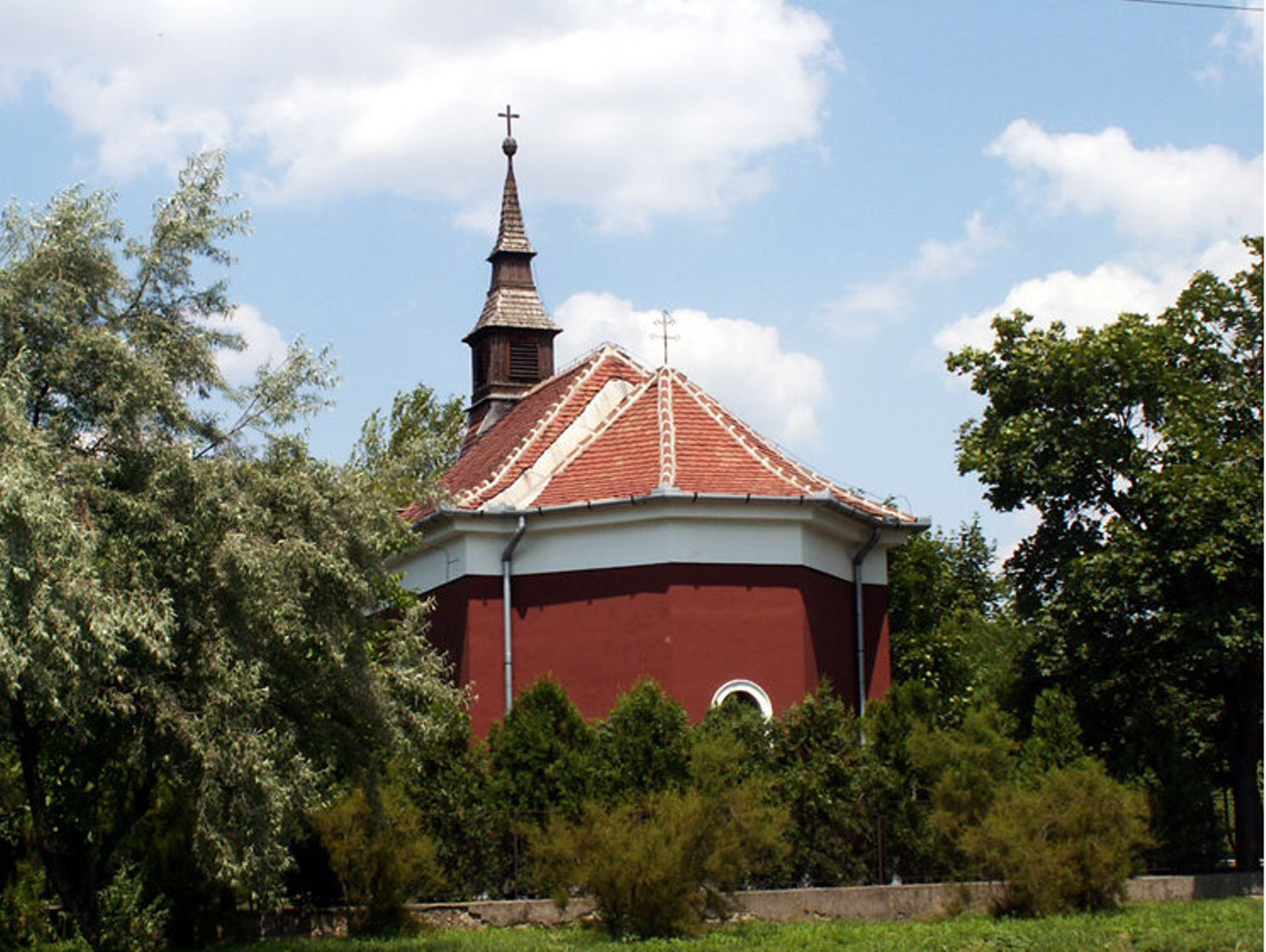
Grassalkovich-kápolna Budapest, XVIII. Margó Tivadar-Sallai Imre u. sarok (Fotó: Varga Máté)

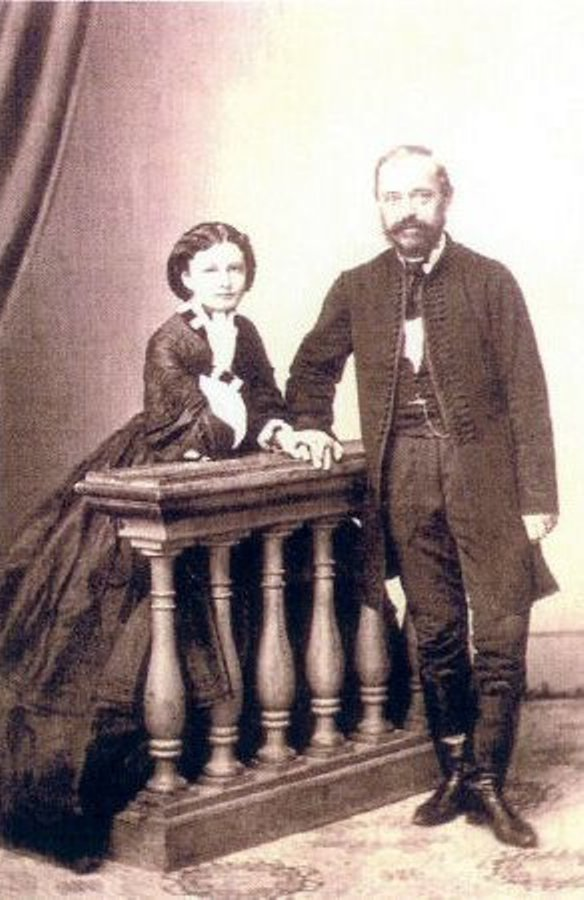
Herrich Károly és felesége, Deák Szidónia

Kispest (németül: Kleinpest) egyike volt az 1950-ben, Nagy-Budapest létrehozásakor Budapesthez csatolt megyei városoknak, amelyből Budapest XIX. kerülete alakult. Az akkor Vecséshez tartozó Szentlőrinc-pusztának Pest határához közeli részén 1869-ben létrejött telep 1871. június 11-én alakult önálló községgé, majd 1922-ben kapott városi rangot.
A Wekerletelep a 20. század elején jött létre Kispest részeként, és oda tartozott a város Budapesthez csatolásáig, 1950-ig. Jelenleg a Wekerletelep és Kispest többi része a főváros két külön városrészét alkotja, a kerületi önkormányzat azonban szintén a Kispest elnevezést használja, így e név tágabb értelemben az egész kerületet, szűkebb értelemben csak annak a Wekerletelepen kívüli részét jelöli.

## Fekvése
Kispest egyike a Pest körül a 19. század közepén kialakult településeknek, mely gyors fejlődését a főváros közelségének köszönhette. Létrejöttét megelőzően a Vecséshez tartozó Szentlőrinc puszta része volt, 1950 óta pedig Budapest XIX. kerületét alkotja.

## Története

### Őstörténet
A település története a honfoglalás előtti időkre nyúlik vissza. A régészek 4. századi szarmata sírt, avar kori temetőt (6-9. század), Árpád-kori templomalapokat tártak fel területén. A török hódoltság korában a térség teljesen lakatlanná vált. A 13. században Zsigmond király feleségének birtoka volt, a Hunyadiak idején pedig Mátyás kedvelt vadászterületeként említették.„Szent Lorencz pusztá”-nak (Zent-Lewrync puszta) nevezett terület 1661-től a felsővattai Wattay család (Pál Pest-Pilis-Solt vármegye helyettes alispánja, majd fia János a vármegye kuruc alispánja) birtokába került és 1731-ben sajátos eszközeivel Grassalkovich Antal szerezte meg. A 18. század közepétől mintaszerű gazdálkodást folytató földbirtokos család 1814-ben itt látta vendégül a bécsi kongresszus résztvevőit, I. Ferenc osztrák császárt, III. Frigyes Vilmos porosz királyt, és I. Sándor orosz cárt. Két építménye érdemel figyelmet ebből az időből: 1814-ben épített Gloriette, és a kilátónál korábban, az 1760-as években épült fel a barokk stílusú Szent Lőrinc kápolna, mely az egykori öreg major területén a mai Margó Tivadar utca tengelyében áll. A Grassalkovich-család kihalása után dr. Sina Györgynek adták el, amit fia, Simon 1864-ben továbbadott egy belga banknak, amely megkezdte a terület felparcellázását.

### Az önálló település kialakulása
A mai Kispest területén Cséry Lajos, Herrich Károly, Eggert József, Rózsa Lajos, Sárkány József és Török Ferenc jutott birtokrészekhez. A jelenlegi Rákóczi utca, Üllői út, Jáhn Ferenc utca és Ady Endre út közé eső területet Herrich 1869-ben 811 darab, egyenként 300 négyszögöles házhelyre osztotta, és építkezésbe kezdett. Egy szabályos, sakktábla-szerűen elhelyezkedő település- és úthálózatot tervezett, 15–18 m széles utcákkal, impozáns terekkel. A tulajdonosok birtokaik egy részét ingyen bocsátották a köz javára, a házhelyek árát pedig jóval a fővárosi telekárak alatt biztosították a betelepülők számára. Megindult Ős-Kispest gyors betelepülése; a vidékről a főváros közelébe húzódók és az olcsóbb otthont kereső fővárosiak rövid időn belül felépítették családi házaikat. 
A hirtelen népesedésnek indult Colonie-Klein-Pest (kb. „kis-Pest település”) elszakadt Vecséstől, és 1871-ben Stowasser Ferenc bíró vezetésével, Kispest néven ideiglenes szervezésű, közigazgatásilag önálló kisközség lett. Létrehozták az anyaközség főbb utcáit, melyek többsége máig ezt a nevet viseli, ugyanakkor a ma ismert Kispest egy része ekkor még szántó, legelő, mocsár és erdőterület volt. 1873-ban megalakul a helyi községi szervezet, melyhez csatlakozik a szomszédos Szentlőrinc puszta és Törökfalva (Határ út – Simonyi Zsigmond utca közötti terület) is, valamint megindul a Varjú Kálmán birtokában levő, mai lakótelepi rész felparcellázása. 1874-ben Kispest nagyközséggé vált, körülbelül 1800 lakossal. 
Egy rövid, belvizek okozta problémák miatti megtorpanást követően 1879-ben Balla Zádor jegyző vezetésével széles körű fejlesztési programok indultak be, kikövezték az utakat, járdaépítésbe fogtak, a lakókat kötelezték házaik bekerítésére, fasorok kerültek kialakításra, vízelvezető árkokat építettek, az utcákat petróleumlámpás közvilágítással látták el. Ezzel párhuzamosan megkezdődött a mocsaras területek feltöltése, az Üllői út átépítése, a vasútállomás és a teherpályaudvar kialakítása, stb.

### Fejlődése
A fejlődés más szakterületeken is folyamatos volt: 1872-ben a Batthyány utcában felépült az első iskola, majd az első óvoda. 1886-ban megalakult a Kispesti Általános Ipartestület 100 taggal, mely 50 évvel később, 1937-ben már 1225 taggal bírt. 1894-ben Kispest önálló színházat avatott, majd egy 550 fős mozi is megnyitotta kapuit. Rendszeres járőrszolgálat védte a lakosság biztonságát, 1888-ban önkéntes tűzoltóság alakult, 1894-ben pedig megkezdte munkáját a helyi rendőrség is. Az egyházi élet fellendülése Ribényi Antal lelkipásztornak köszönhető, aki a hívők adományaiból felépítteti Kispest templomát. 1892-ben Madarassy László főjegyző (akinek nevét ma a kerület egyik utcája őrzi) közreműködésével a Soroksár-Haraszti-Taksonyi Takarékpénztár önálló fiókot hoz létre Kispesten. 1891-ben a létrejön a telefon összeköttetés a fővárossal, majd 1896-ban már interurbán telefonhálózat is működik. 1900-ban megindult a villamos az Üllői úton, és egy évvel később a község villanyvilágítást is kapott.
1911-ben Kispest közigazgatási járási székhely lett, majd a már megközelítőleg 52 ezer lakosú terület 1922-ben város rangot kapott. Ebben az időszakban, 1923-ban épült fel a ma is működő Kispesti Művelődési Otthon (ma KMO Művelődési Ház), ahol többek között József Attila is tartott előadásokat, létrejött a városi könyvtár, melynek könyvtárosa Tersánszky Józsi Jenő volt. Ekkor már a város legtekintélyesebb sportegyesülete az 1909-ben alakult Kispesti Atlétikai Club (KAC) volt.

### A Wekerletelep
Miközben 1908-ban Pestszentlőrinc különvált Kispesttől, ugyanebben az évben dr. Wekerle Sándor pénzügyminiszter a kormány nevében megállapodott a Sárkány család örököseivel a birtokukban lévő, földművelésre alkalmatlannak ítélt területnek az állam javára történő megvásárlásáról. Ekkor kezdődött meg a kispesti munkás- és tisztviselőtelep építése, melyet rövid időn belül Wekerletelepként emlegettek az ott élők. A Wekerletelep a 20. század eleji városfejlesztés szép példája. A településszerkezet szabályos, mértani alapú. A kis méretű telkeket eredetileg munkásoknak szánták, de csak a középosztály engedhette meg magának, hogy ide költözzön. A mértanilag kijelölt Fő térre Kós Károly erdélyi stílusjegyeket mutató díszkaput tervezett.

### A két világháború között

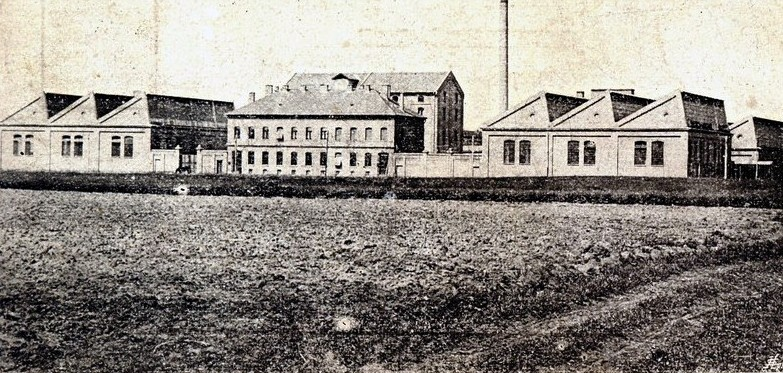
A Hofherr és Schrantz Gépgyár 1900 körül

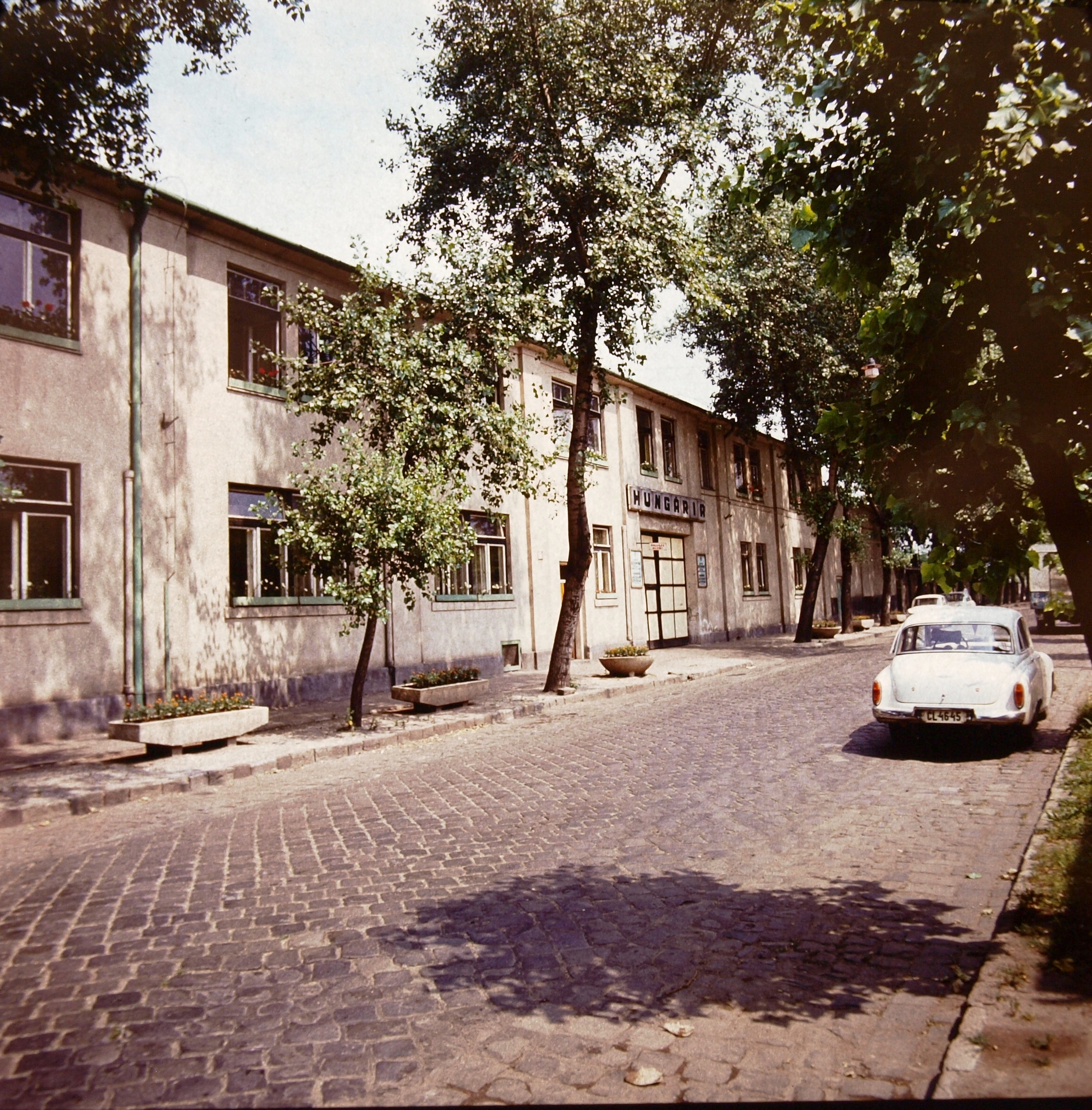
A Hungária-Jacquard Szövőgyár telephelye

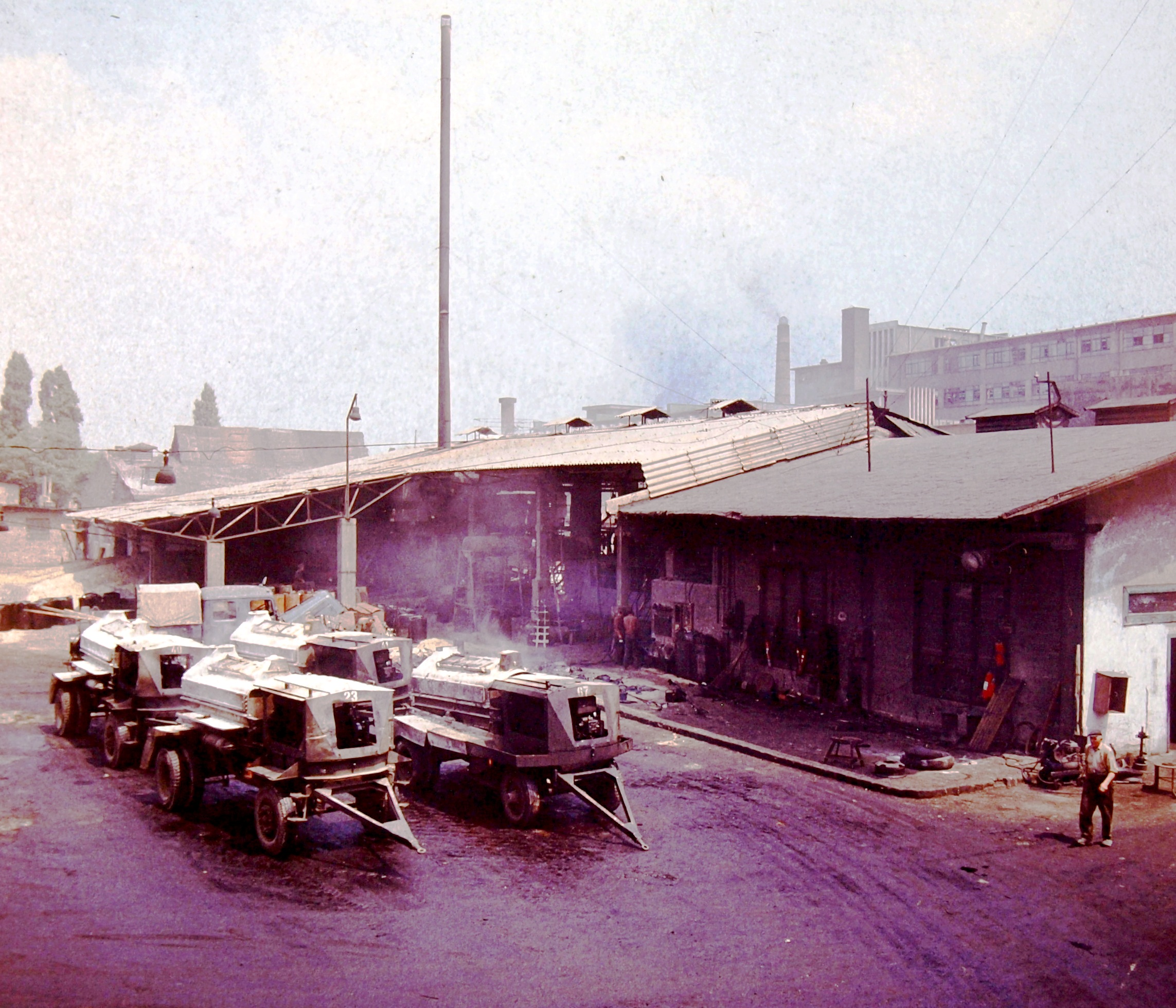
Az Aszfaltútépítő Vállalat (korábban Biehn gyár) széntüzelésű aszfalt utánfutói

A terület iparosodása (a Hofherr és Schrantz Gépgyár és a Hungária-Jacquard gyárak) növelték a társadalmi feszültségeket, főleg az első világháború végén.
A lakosság száma 1920-ra elérte az 50 000 főt, immár 92%-ban magyar ajkúakból.
1921-ben a képviselő-testület döntött Kispest rendezett tanácsú várossá alakulásáról, az alakuló közgyűlést 1922. július 22-én tartották. A város fejlesztése érdekében a Spayer bankháztól vettek fel kölcsönt, melyből utakat, egészségügyi intézményeket építettek.
Az első polgármester dr. Válya Gyula, őt 1930-ban Molnár József váltotta, aki 1945-ig állt a település élén.
A várossá válással egyidejűleg Kispest elveszítette közigazgatási központi szerepét. 1922-ben, tehát mindössze 11 évnyi működés után megszűnt a Kispesti járás, helyette a szomszédos községek a Budapest székhellyel megalakult új járáshoz (Központi járás) kerültek.
Ugyan a gazdasági válság idején csökkent a termelés, a város adóssága milliós nagyságrendűre nőtt, de a nehézséget 1936-ra sikerült legyőzni.
A numerus clausus (1920) hatására, különösen a második világháború alatt a közélet erőteljesen jobbra tolódott, a zsidótörvények értelmében bevonták az iparengedélyeket, kijelölték a gettó területét, megindult a haditermelés.

### Az önállóság vége

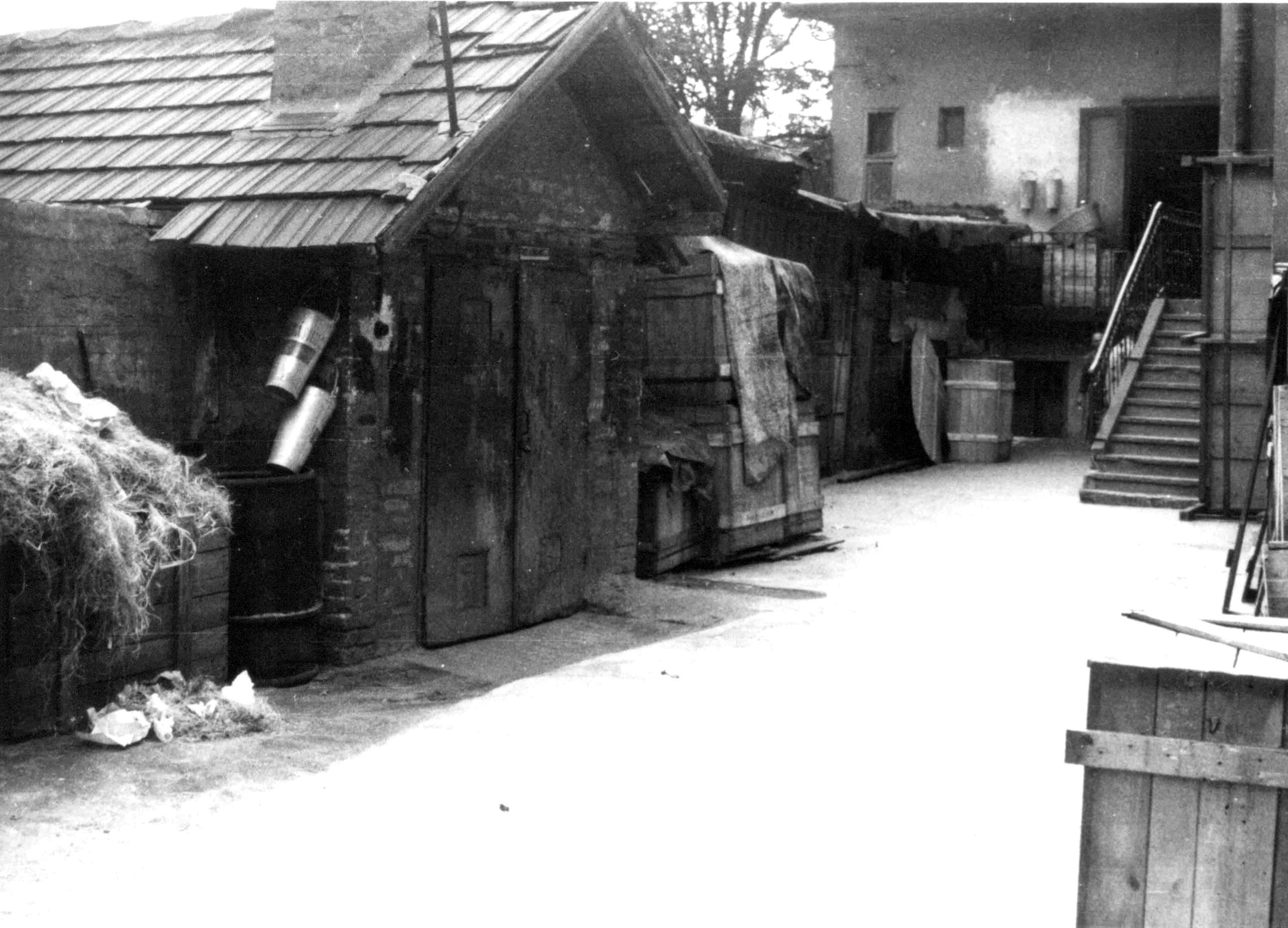
Fehér Ferenc Precíziós Mechanikai és Gépműhelye gyárudvar

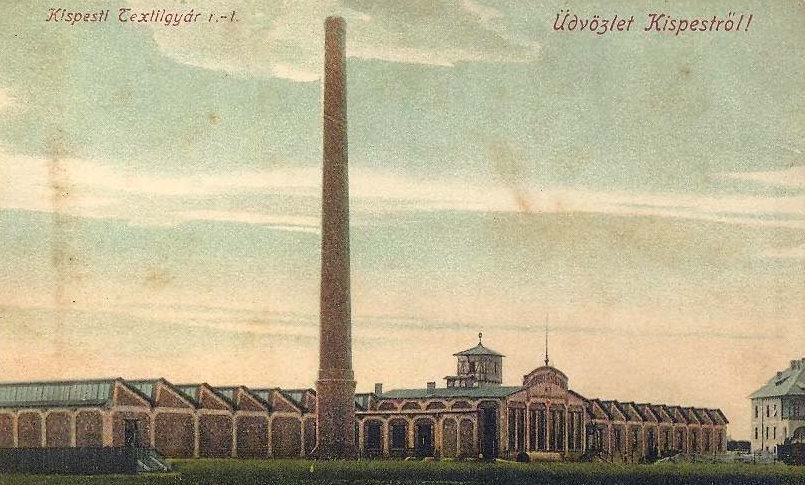
Kispesti Textilgyár

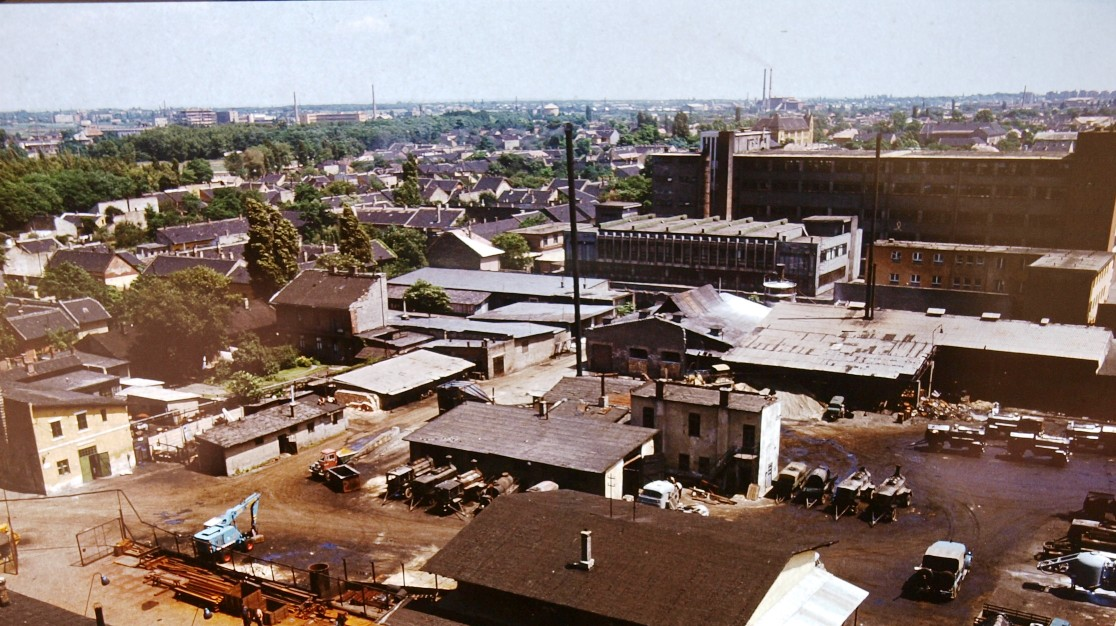
Aszfaltútépítő Vállalat telephelye

A háború Kispesten 1945. január 9-én ért véget.
A világháború után 1945-től Petri Miklós, majd 1946-tól 1948-ig Barei Gyula volt a polgármester. Az utolsó, 1947-ben megválasztott polgármester Nyers Rezső volt, aki 1950-től a kerületi tanács végrehajtó bizottságának elnöke lett.
A romeltakarítás, az újjáépítés, a közlekedés újraindulása alatt felerősödtek a Budapesthez csatlakozást sürgető hangok. 1950-ben csatolták Kispestet és a Wekerletelepet Budapesthez, mint Budapest XIX. kerülete. A lakásínség enyhítésére, korszerűsítésére 1949–1964 között megépült az „Élmunkás” lakótelep, majd 1971–1989 között felépült a panelházakból álló lakótelep Kispest központjában.

## Kispesti üzemek
- Aszfaltútépítő Vállalat (Biehn Kátrány Gyár)
- Budapesti Elektris Ipari Szövetkezet
- Carpathia Szövőgyár
- Fehér Ferenc Precíziós Mechanikai és Gépműhelye
- Gránit Porcelán- és Kőedényárugyár Rt.
- Hofherr és Schrantz Gépgyár
- Hungária-Jacquard
- Kispesti Húsipari Vállalat
- Kispesti Vas- Fém Szövetkezet
- Kispesti Textilgyár
- Pipacs Selyemszövő Vállalat
- Vörös Október Férfiruhagyár
- Palóczi Horváth István kispesti mészhomoktéglagyára
- Pártos és Társa

## Múzeumok, kiállítóhelyek
- Kispesti Futball Ház (Budapest XIX. Fő u. 38.) H, Cs.: 16:00-19:00

A Kispesti LTE és a Honvéd szurkolók önkéntes munkájával kialakított kiállítási és találkozási helyszín Kispest szívében.
A gyűjtemény bemutatja a klub történetet, 1909-ben történt megalakulásától (KAC) egészen napjainkig, a Puskás-Bozsik-Aranycsapat korszak mellett megemlékezve az egyesület többi időszakának legendáiról is!
- Nagy Balogh János Kiállítóterem (Budapest XIX. Ady Endre út 57.)

## Nevezetes épületei
- Gödör étterem. Az Üllői út és Kossuth Lajos utca sarkán állt. Sajnos lebontották és helyén autóparkoló van. Rendszerint innen ment át Várkonyi Zoltán megnézni Bárdy György előadását.
- Kispesti Halászkert Vendéglő
- Nagyboldogasszony-templom

## Neves kispestiek
- Ács Tivadar történész, újságíró
- Amsel Ignác válogatott labdarúgó, kapus.
- Bakos László, a Villamos Erőmű Tervező és Szerelő Vállalat műszaki gazdasági tanácsadója
- Bánffy Dénes miniszter
- Bánky Róbert színművész
- Bárdy György színművész
- Bárfy Antal labdarúgó, középcsatár, fedezet, edző
- Bernát László kéziszedő, megosztva a Magyar Népköztársaság Állami Díjának II. fokozata
- Bíróczky János nemzetközi labdarúgó-játékvezető
- Bódy János a kispesti színház alapítója, író
- Bodonyi János a GEC-Marconi cég 1994-ben a Nelson Aranyéremmel tüntette ki
- Bogdán Gyula lelkész
- Bozsik József 101-szeres válogatott labdarúgó
- Brandtner Ferenc orvos
- Brandtner Pál főjegyző és fia Brandtner Ferenc orvos
- Buza Péter író, újságíró, Budapest-kutató
- Dabi István magyar műfordító, költő
- Dévai Hédi színésznő
- Fazekas Magdolna festőművész
- Fleisch Róbert építész
- Földvári Rudolf politikus
- Győri Ottmár a Wekerletelep építésének vezetője, majd gondnoka
- Hacser Józsa színésznő
- Henk Károly a Műszaki Fizikai Kutató Intézet műszaki vezetője
- Hofherr Albert a Hofherr és Schrantz Gépgyár vezetője, a „Kispesti általános Ipartestület” díszelnöke
- Hofherr Mátyás a Hofherr és Schrantz Gépgyár alapítója
- Holbesz József lelkész
- Jahn Ferenc orvos, Kispest díszpolgára
- Katus László történész, Kispest díszpolgára
- Káté Gyula ökölvívó
- Kerényi József Péter magyar építész, egyetemi tanár, Kossuth-díjas
- Kocsis Antal olimpiai bajnok ökölvívó
- Koren Tamás balett-művész
- Kós Károly építész
- Korbuly János Kossuth-díjas magyar gépészmérnök, a Hofherr és Schrantz Gépgyár főmérnöke
- Körösztös István színész
- Lechner Lóránt építész
- Lezsák Sándor költő, politikus, az Országgyűlés alelnöke
- mezőmadarasi Madarassy László jogtudós, jogakadémiai tanár, író, utazó és Kispest jegyzője
- Máté Károly lelkész
- Mesterházi Lajos író
- Mester László dr. országgyűlési képviselő
- Nagy Balogh János festő és grafikus
- Nemes József (labdarúgó) válogatott labdarúgó, csatár.
- Németh Imre a Külkereskedelmi Minisztérium Kohó- és Gépipari Főosztályának vezetője
- Nyers Rezső Kispest polgármestere
- Nyers Rezső az MSZP első elnöke
- Oláh Dénes miniszter
- Olajkár Károly válogatott labdarúgó, hátvéd
- Olajkár Sándor válogatott labdarúgó, csatár
- Paál László Jászai Mari-díjas színész, a Pécsi Nemzeti Színház örökös tagja
- Póka Gyula BME tanársegéd, majd adjunktus
- Porcsin Antal a BME Villamos Gépek és Mérések Tanszék tanársegédje
- Pósa János magyar nemzetközi labdarúgó, játékvezető
- Puskás Ferenc labdarúgó, edző, az Aranycsapat kapitánya
- Rázsó Imre a Hofherr és Schrantz Gépgyár főmérnöke, MTA tag
- Rhórer Emil a Hofherr és Schrantz Gépgyár főkonstruktőre, Kossuth-díjas
- dr. Rostás János Ügyvéd
- Sárkány József a budapesti királyi ítélőtábla alelnöke, honvéd őrnagy
- Schwajda György drámaíró, dramaturg, színházigazgató
- Sigrai Tibor okleveles híd- és szerkezetépítő mérnök
- Sinkovits Imre A Nemzet Színésze
- Szaton Rezső a Tanácsköztársaság alatt a kispesti körzet népbiztosa
- Szekeres Ilona színésznő
- Szendrő Ferenc színházi rendező, színigazgató, színházalapító
- Szokolay Ottó színész
- Takács Jenő dr. az Oxfordi Egyetem Atommagfizikai Kutató Intézete Kutató Csoportjának vezetőhelyettese
- Tátrai Vilmos Kossuth-díjas (1958) hegedűművész
- Tichy Lajos magyar labdarúgó, edző, Kispest díszpolgára
- Tófalvi Gyula az Űrkutatási Tudományos Tanács elnöke, Kossuth-díjas mérnök
- Török Gyula olimpiai bajnok ökölvívó
- Weingart Ferenc dr., állami díjas, a műszaki tudomány kandidátusa
- Wihart Ferenc építész
- Zsofinyecz Mihály miniszter

## Galéria

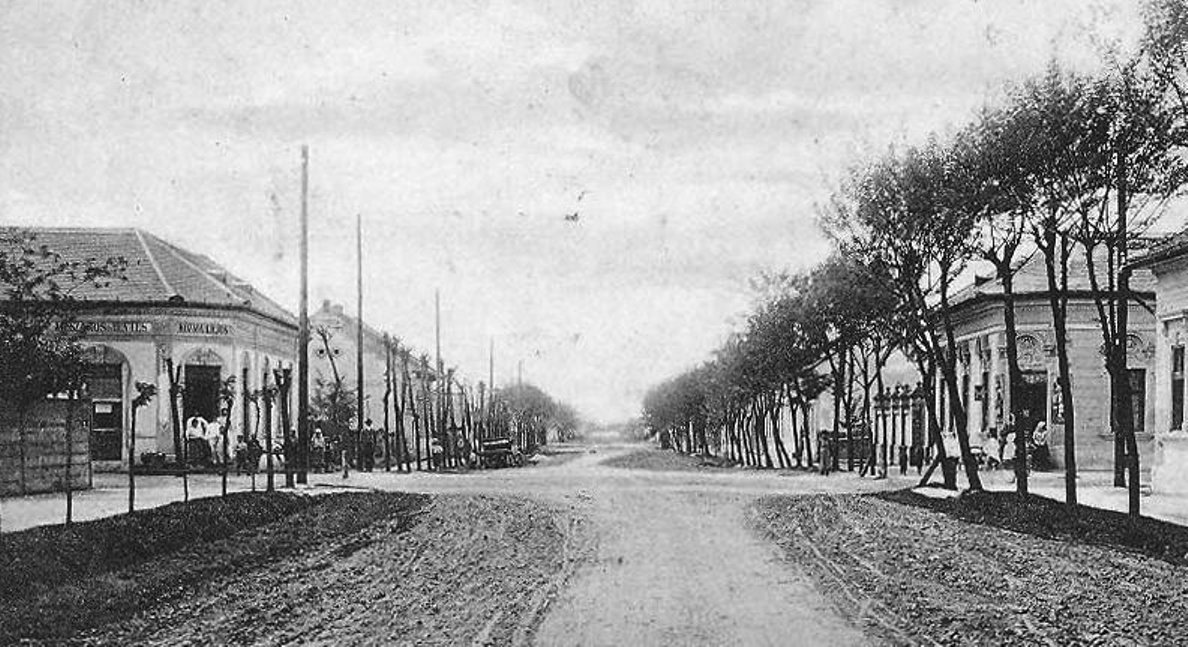
Kispest Fő utca
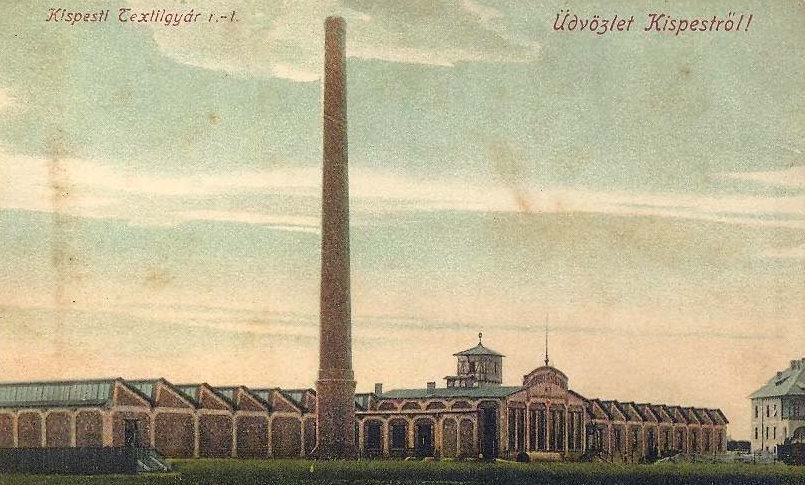
Levelezőlap: Kispesti Textilgyár
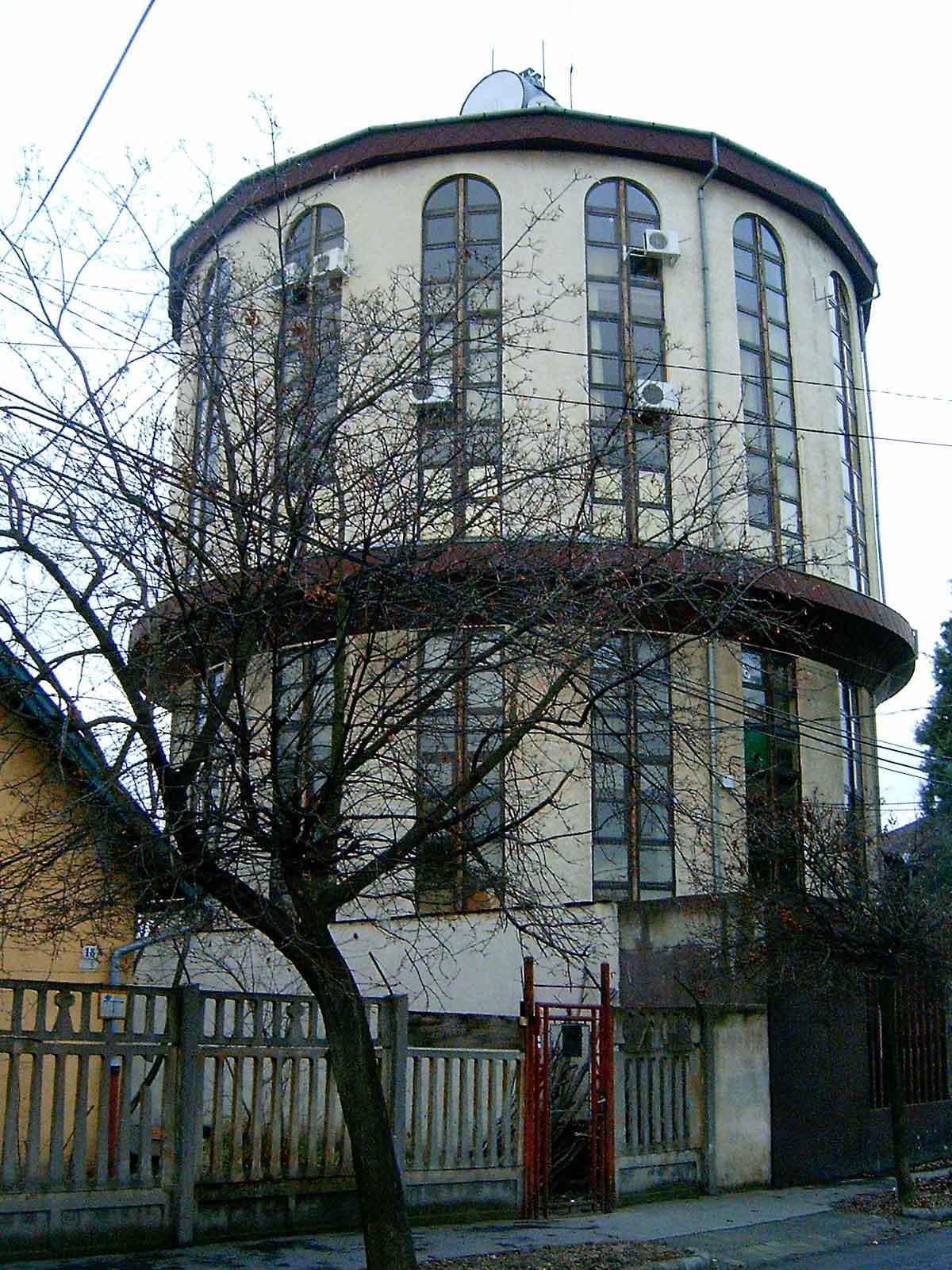
Kispesti víztorony (2007)
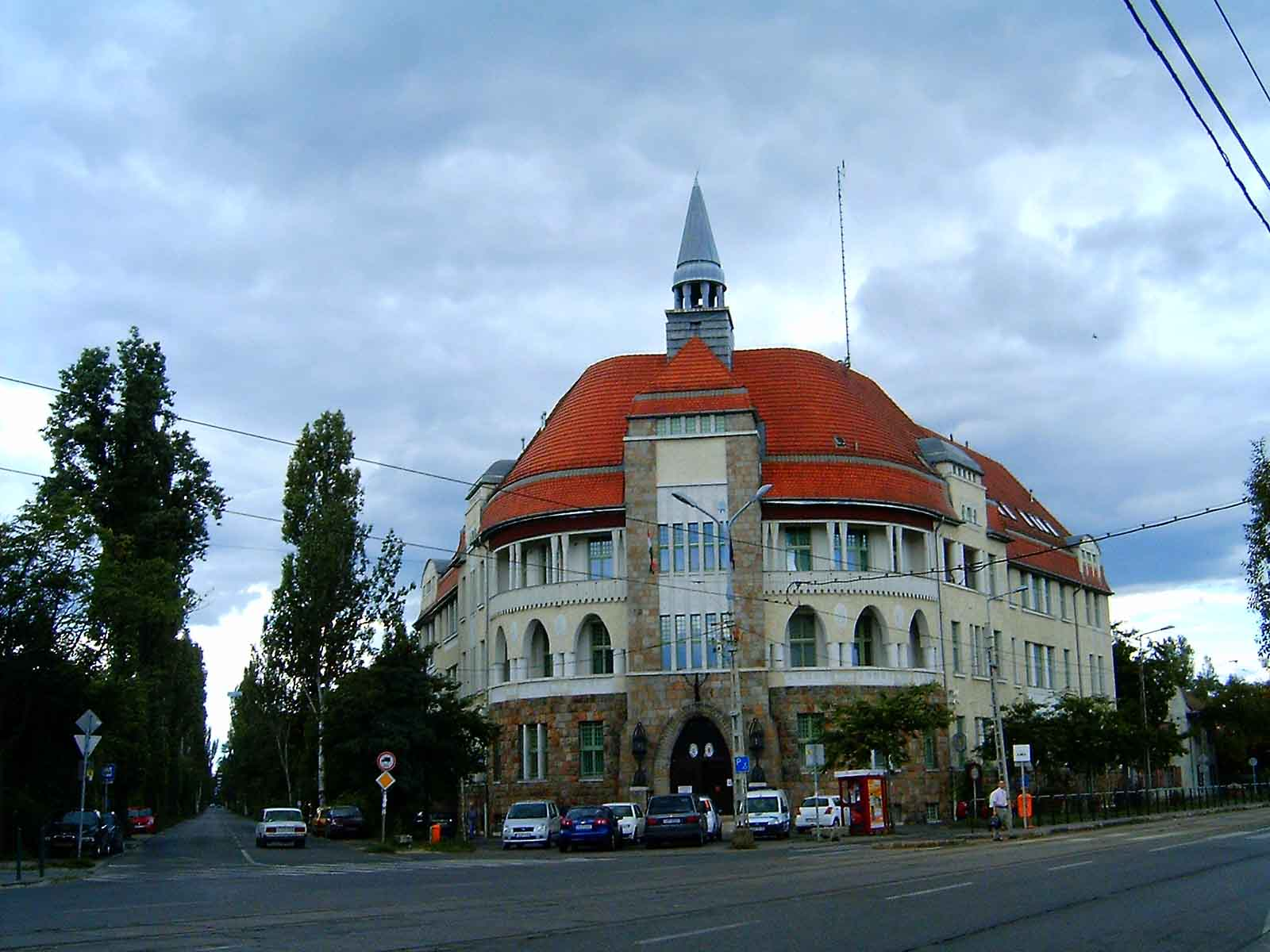
Kispesti rendőrség (2008)
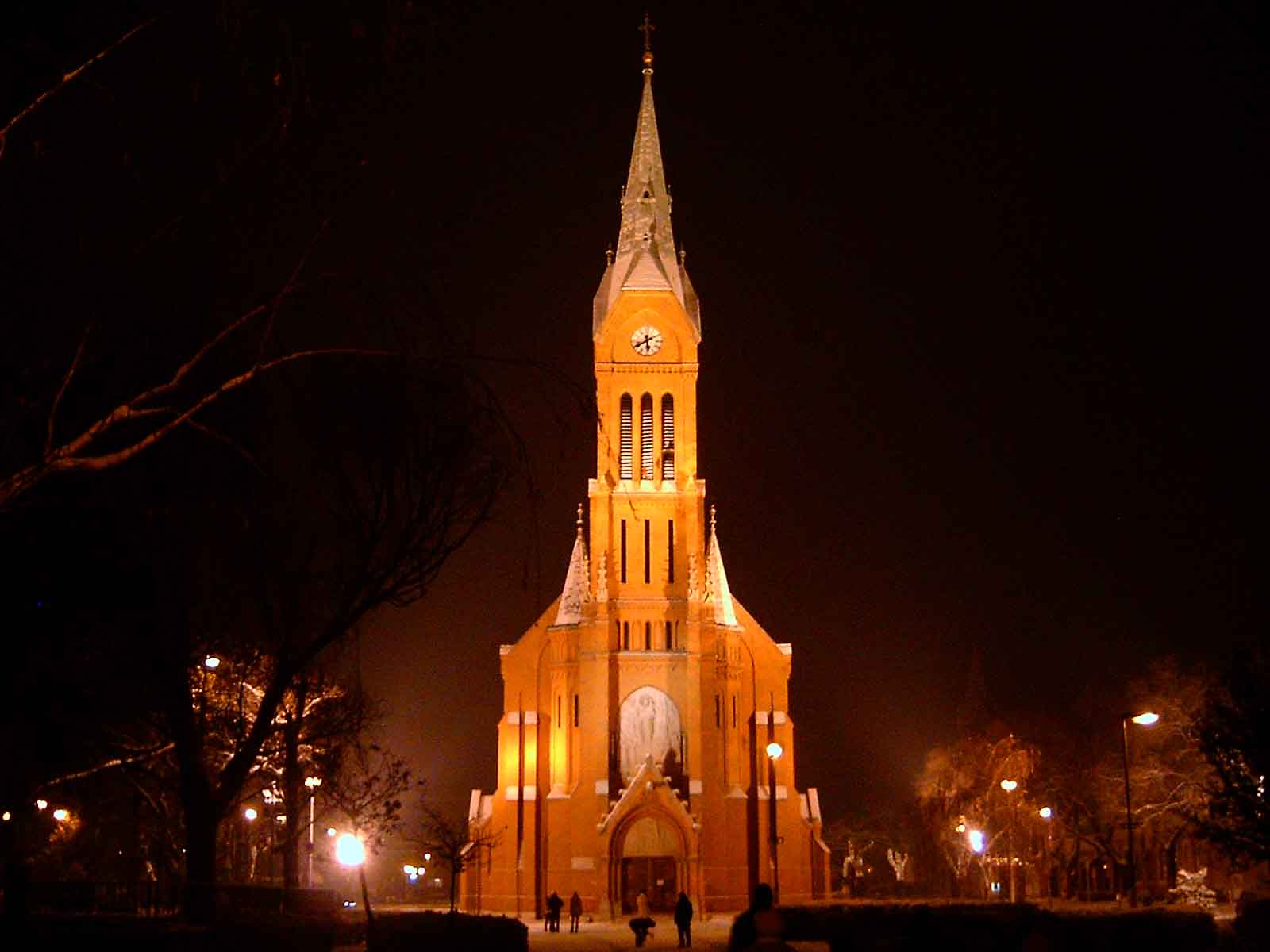
Kispesti Nagyboldogasszony római katolikus templom este (2007)
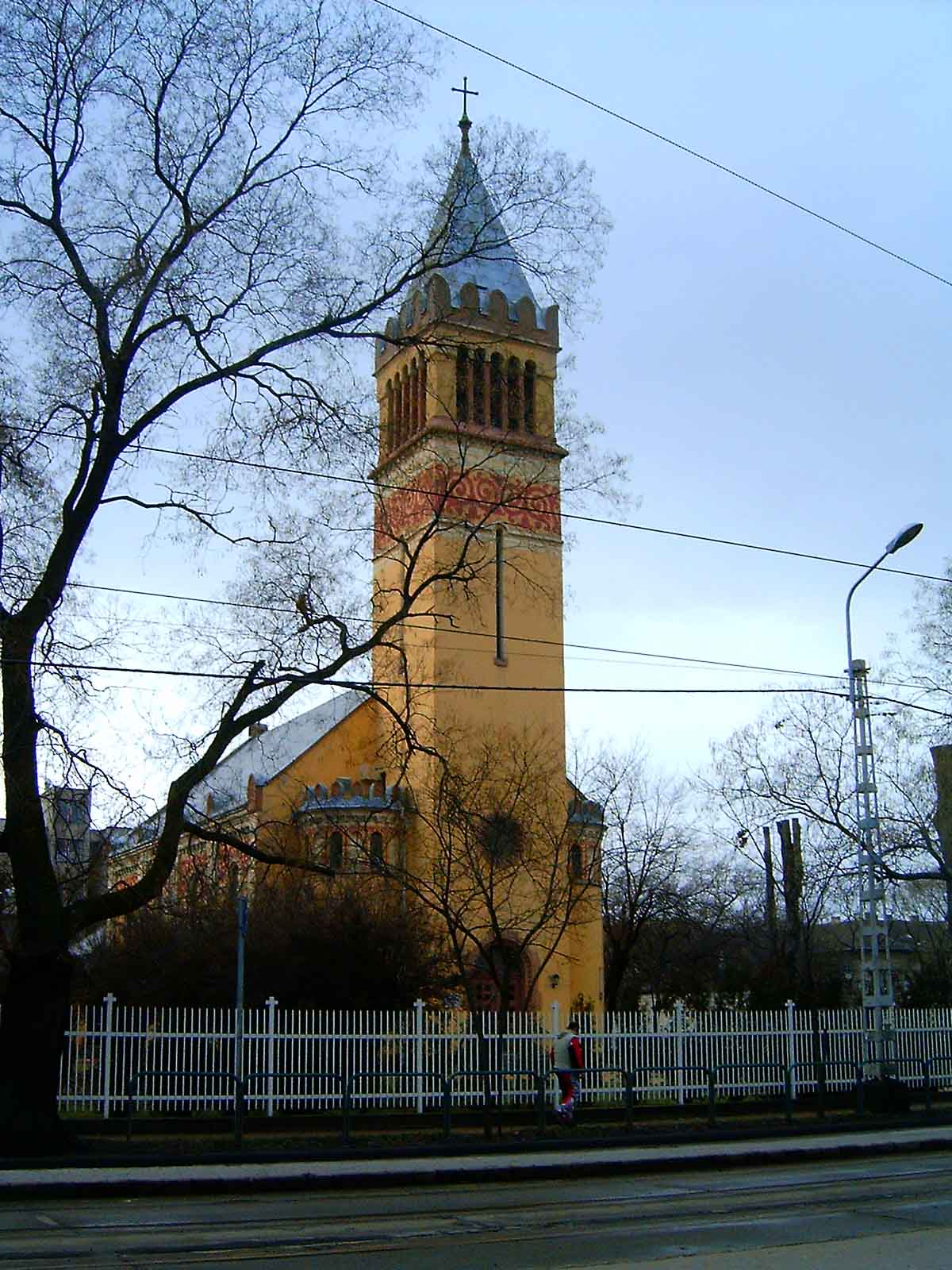
Kispesti evangélikus templom (2008)
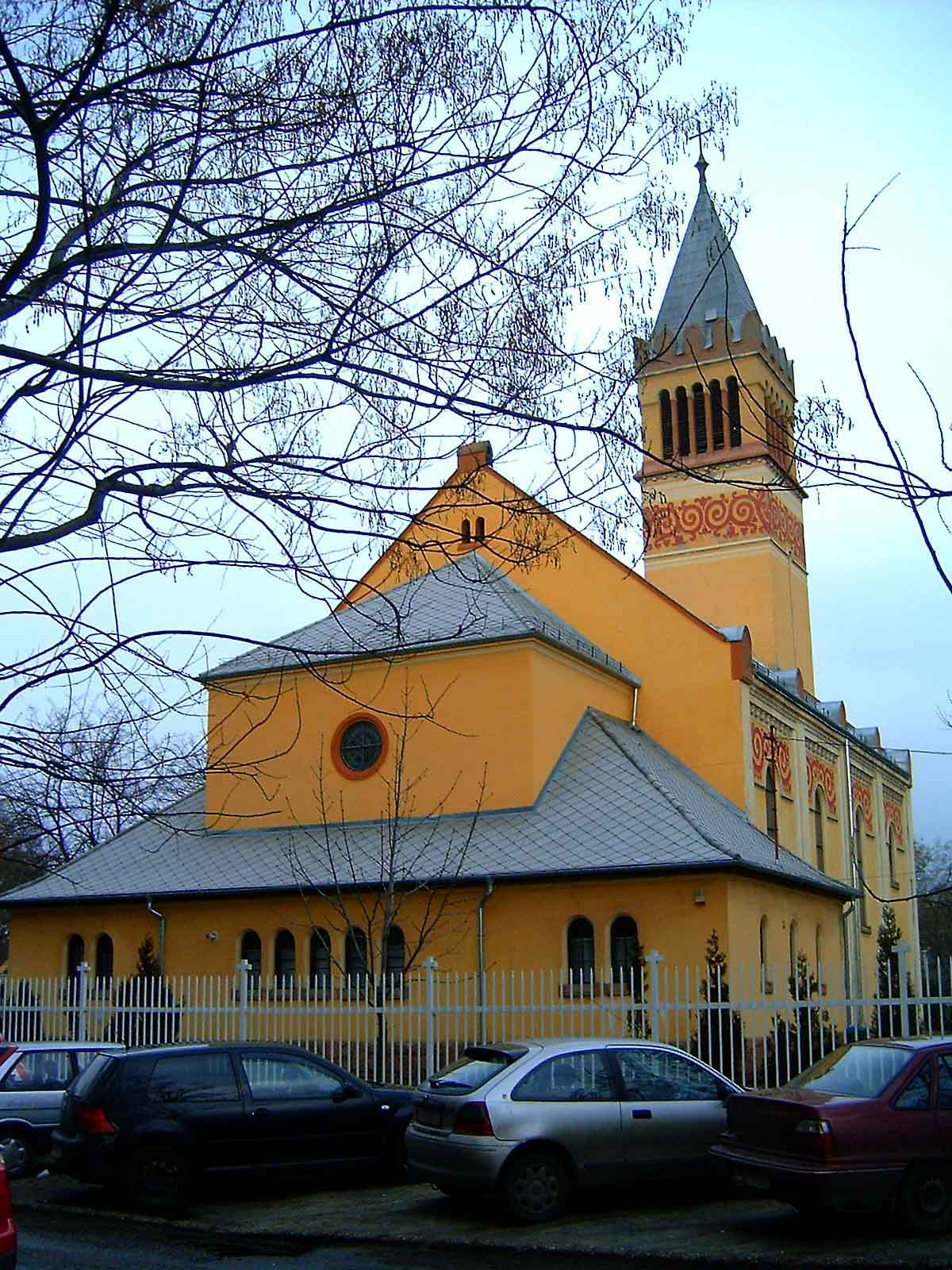
Kispesti evangélikus templom (2008)
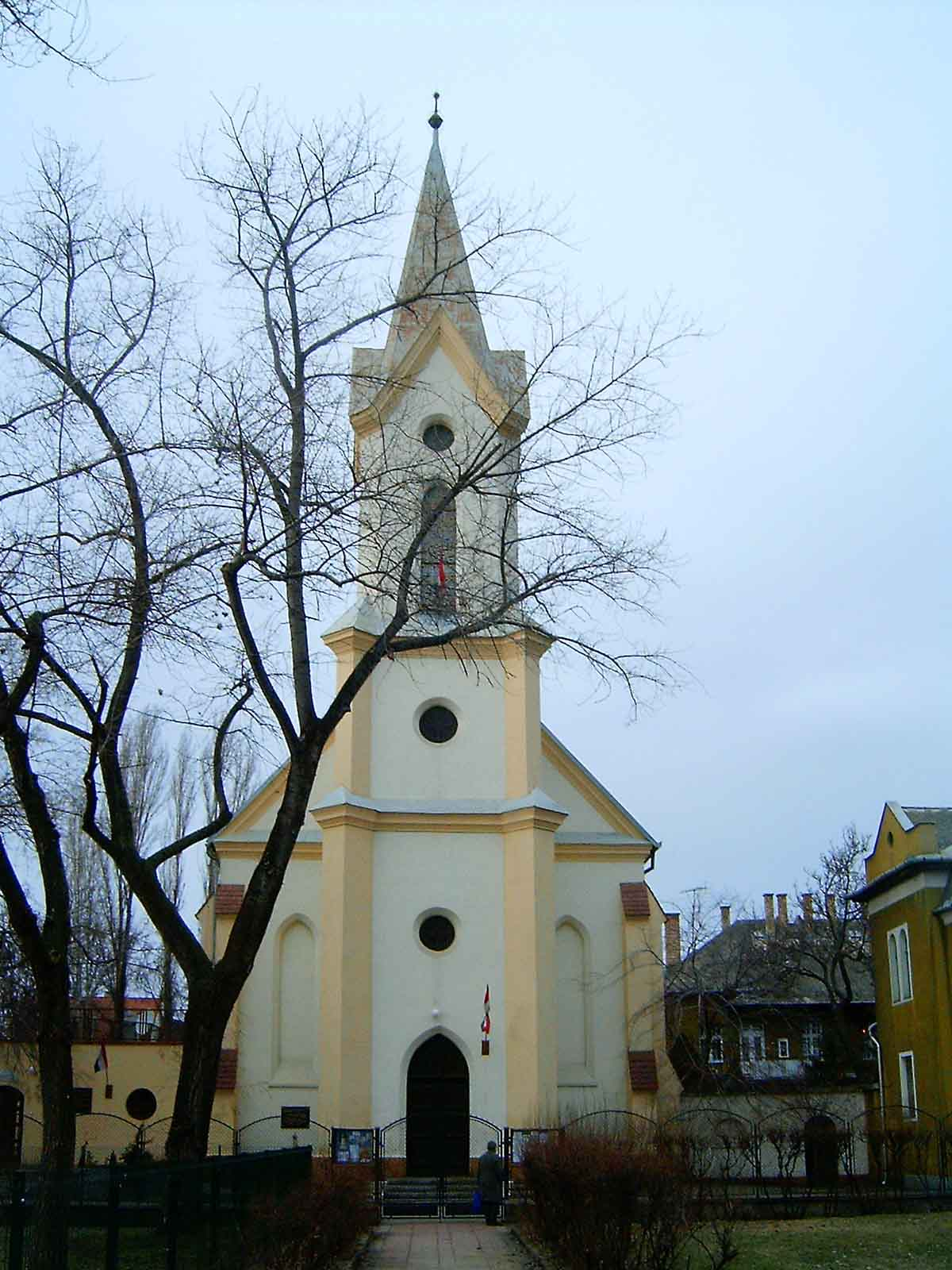
Kispesti központi református templom (2007)